# Коминајз ан Монтањ

## Наслов
Коминајз ан Монтањ (фр. Communailles-en-Montagne) насеље је и општина у источној Француској у региону Франш-Конте, у департману Јура која припада префектури Лон ле Соније.
По подацима из 2011. године у општини је живело 42 становника, а густина насељености је износила 10,47 становника/km². Општина се простире на површини од 4,01 km². Налази се на средњој надморској висини од 850 метара (максималној 888 m, а минималној 770 m).

## Демографија
| 1962. | 1968. | 1975. | 1982. | 1990. | 1999. | 2011. |
| ----- | ----- | ----- | ----- | ----- | ----- | ----- |
| 39    | 45    | 39    | 40    | 38    | 42    | 42    |

График промене броја становника у току последњих година